# Высшая лига КВН 2010
Сезон Высшей лиги КВН 2010 года — 24 сезон с возрождения телевизионного КВН в 1986 году. Получил название «Сезон мечты».
В этом сезоне состав Высшей лиги во второй раз формировали вместе с телезрителями путём СМС-голосования. На три места претендовали финалисты Украинской лиги «Остров Крым», сразу два финалиста Первой лиги — «Бомонд» и «Кефир», Сборная Чеченской республики, а также команда КВН «Астана.kz» в оригинальном составе, но под новым названием — «Каzахи» (команда была вынуждена поменять своё название, так как под ним уже выступал молодой состав). Три команды, набравшие наибольшее количество голосов были приглашены в сезон Высшей лиги.
«Каzахи» стали четвёртой командой, сыгравшей пятый сезон в Высшей лиге. До них пять сезонов играли БГУ (первый состав), «Уральские пельмени» и Сборная Владивостока. При этом, некоторые участники казахстанской команды (Ярослав Мелёхин, Турсунбек Кабатов и Нуржан Бейсенов) играли в Высшей лиге в сезонах 2002, 2003 и 2004 в составе Сборной Астаны, а Кумар Лукманов впервые вышел на сцену Высшей лиги в 2000 году в составе команды «Казахстанский проект».
В сезон Высшей лиги 2010, после двухлетнего отсутствия, вернулись украинские команды, причём двум из них удалось дойти до полуфинала. До 2010 года последней украинской командой, попавшей в полуфинал Высшей лиги была команда «95-й квартал» в сезоне 2002. Последними в четвертьфинале были они же в 2003 году. С тех пор ни одна украинская команда не проходила 1/8-ю финала Высшей лиги.
С другой стороны, сезон 2010 оказался неудачным для московских команд. После того, как начиная с сезона 2001 московские команды добирались в Высшей лиге как минимум до четвертьфинала, в сезоне 2010 все московские команды сошли с дистанции уже на 1/8-й финала.
До финальной игры дошли три финалиста предыдущих сезонов: Сборная Краснодарского края, «Триод и Диод» и «Каzахи»; и один дебютант — «25-ая», первая женская команда, прошедшая сначала в полуфинал, а потом и в финал Высшей лиги. Чемпионом сезона стала Сборная Краснодарского края, а станица Брюховецкая — самым маленьким населённым пунктом с командой, выигравшей Высшую лигу КВН.

## Состав
В сезон Высшей лиги 2010 были приглашены двенадцать команд. Ещё три были выбраны телезрителями из пяти вариантов. Результат СМС-голосования:
1. Каzахи (Астана) — 50,03 %
2. Кефир (Нягань) — 24,64 %
3. Остров Крым (Симферополь) — 9,44 %
4. Бомонд (Челябинск) — 8,53 %
5. Сборная Чечни (Грозный) — 7,36 %

В итоге в сезоне сыграли следующие пятнадцать команд:
1. Остров Крым (Симферополь) — финалисты Высшей украинской лиги
2. Днепр (Днепропетровск) — финалисты Высшей украинской лиги, выступали как «Сборная Днепропетровска»
3. Винницкие перцы (Винница) — чемпионы Высшей украинской лиги
4. Кефир (Нягань) — вице-чемпионы Первой лиги
5. 25-ая (Воронеж) — вице-чемпионы Премьер-лиги
6. Парапапарам (Москва) — чемпионы Премьер-лиги
7. 7 холмов (Москва) — второй сезон в Высшей лиге
8. Ботанический сад (Хабаровск) — второй сезон в Высшей лиге
9. Дежа вю (Нерюнгри) — второй сезон в Высшей лиге
10. Полиграф Полиграфыч (Омск) — второй сезон в Высшей лиге
11. Байкал (Иркутск — Улан-Удэ) — третий сезон в Высшей лиге
12. Триод и Диод (Смоленск) — второй сезон в Высшей лиге
13. Сборная Краснодарского края (Армавир — Брюховецкая) — второй сезон в Высшей лиге
14. Каzахи (Астана) — пятый сезон в Высшей лиге, выступали под новым названием
15. СОК (Самара) — третий сезон в Высшей лиге

Чемпионом сезона стала Сборная Краснодарского края — «БАК-Соучастники»

## Игры

### ⅛ финала
Первая ⅛ финала
- Дата игры: 27 февраля (эфир: 6 марта)
- Тема игры: Мечты из детства
- Команды: Парапапарам (Москва), Кефир (Нягань), Сборная Днепропетровска (Днепропетровск), Полиграф Полиграфыч (Омск), Сборная Краснодарского края (Армавир — Брюховецкая)
- Жюри: Тина Канделаки, Леонид Ярмольник, Константин Эрнст, Сергей Гармаш, Юлий Гусман
- Конкурсы: Приветствие («Фантазёры»), Разминка («Почему?»), Музыкальный СТЭМ («Любимая игра»)

| Команда             | Приветствие | Разминка | общий | СТЭМ | Итого |
| ------------------- | ----------- | -------- | ----- | ---- | ----- |
| БАК — Соучастники   | 4           | 4        | 8     | 4,8  | 12,8  |
| Парапапарам         | 3,6         | 3,6      | 7,2   | 4,4  | 11,6  |
| Днепропетровск      | 3,6         | 4,2      | 7,8   | 4,6  | 12,4  |
| Кефир               | 5           | 5,6      | 10,6  | 5    | 15,6  |
| Полиграф Полиграфыч | 3,6         | 4        | 7,6   | 4,2  | 11,8  |

Результат игры:
1. Кефир
2. Сборная Краснодарского края
3. Сборная Днепропетровска
4. Полиграф Полиграфыч
5. Парапапарам

- «Кефир» в своей дебютной игре в Высшей лиге обыграл вице-чемпионов 2009 почти на 3 балла.
- Сборная Днепропетровска стала первой украинской командой, попавшей в четвертьфинал Высшей лиги после «95-го квартала» в 2003 году.

Вторая ⅛ финала
- Дата игры: 5 марта (эфир: 21 марта)
- Тема игры: Мечты о дальних странах
- Команды: 25-ая (Воронеж), Остров Крым (Симферополь), Дежа вю (Нерюнгри), Байкал (Иркутск — Улан Удэ), СОК (Самара)
- Жюри: Леонид Ярмольник, Андрей Макаревич, Константин Эрнст, Игорь Верник, Юлий Гусман
- Конкурсы: Приветствие («За шесть минут вокруг света»), Разминка («Записки путешественника»), Музыкальный СТЭМ («В поисках сокровищ»)

| Команда     | Приветствие | Разминка | общий | СТЭМ | Итого |
| ----------- | ----------- | -------- | ----- | ---- | ----- |
| Дежа вю     | 4,4         | 3,8      | 8,2   | 5    | 13,2  |
| Байкал      | 4           | 3,6      | 7,6   | 4    | 11,6  |
| 25-ая       | 4,8         | 4,8      | 9,6   | 5    | 14,6  |
| Остров Крым | 4           | 3,6      | 7,6   | 4,6  | 12,2  |
| СОК         | 4,6         | 4,6      | 9,2   | 5    | 14,2  |

Результат игры:
1. 25-ая
2. СОК
3. Дежа вю
4. Остров Крым
5. Байкал

- На разминке команды отвечали на записки из бутылок. Команда «25-ая» прокомментировала это словами: «Когда у нас в стране вопросы будут не из бутылок, а из книг?»

Третья ⅛ финала
- Дата игры: 12 марта (эфир: 4 апреля)
- Тема игры: Мечты во сне
- Команды: Винницкие перцы (Винница), Ботанический сад (Хабаровск), 7 холмов (Москва), Каzахи (Астана), Триод и Диод (Смоленск)
- Жюри: Валерий Сюткин, Игорь Верник, Константин Эрнст, Татьяна Лазарева, Юлий Гусман
- Конкурсы: Приветствие («Полёты во сне и наяву»), Разминка («Толкователи снов»), Музыкальный СТЭМ («Сон в руку»)

| Команда          | Приветствие | Разминка | общий | СТЭМ | Итого |
| ---------------- | ----------- | -------- | ----- | ---- | ----- |
| 7 холмов         | 3,4         | 3,8      | 7,2   | 4,6  | 11,8  |
| Винницкие перцы  | 4,8         | 5        | 9,8   | 5    | 14,8  |
| Триод и Диод     | 4,8         | 6        | 10,8  | 4,8  | 15,6  |
| Ботанический сад | 4           | 4,4      | 8,4   | 4,2  | 12,6  |
| Каzахи           | 5           | 5,8      | 10,8  | 4,6  | 15,4  |

Результат игры:
1. Триод и Диод
2. Каzахи
3. Винницкие перцы
4. Ботанический сад
5. 7 холмов

- «Триод и Диод» стали четвёртой командой в истории Высшей лиги и второй в XXI веке, получившей максимальный балл за разминку.
- На этой игре впервые за шесть лет в жюри не было Леонида Ярмольника (Ярмольник был в жюри Высшей лиги на всех играх, начиная с финала 2004 и до второй игры сезона 2010).
- На этой игре «Триод и Диод» показали СТЭМ о похищенной невесте.
- «Винницкие перцы» на этой игре показали СТЭМ о снах в поезде.

Посетителям сайта amik.ru было предложено решить, кто будет добирать десятую команду в четвертьфинал. На сайт поступило много предложений, из них было выбрано следующее: десятую команду выбирают Президент, редакторы лиги и члены жюри, которые присутствовали на всех трёх играх 1/8-й финала. В итоге, Масляков, Чивурин, Купридо, Эрнст и Гусман решили добрать в четвертьфинал команду Полиграф Полиграфыч (первая игра).

### Четвертьфиналы
Первый четвертьфинал
- Дата игры: 9 апреля (эфир: 18 апреля)
- Тема игры: Мечты о далёких мирах
- Команды: 25-ая (Воронеж), Дежа вю (Нерюнгри), Каzахи (Астана), Сборная Днепропетровска (Днепропетровск), Сборная Краснодарского края (Армавир — Брюховецкая)
- Жюри: Михаил Галустян, Игорь Верник, Константин Эрнст, Леонид Парфёнов, Юлий Гусман
- Конкурсы: Приветствие («Через тернии к звёздам»), Разминка («НЛО»), СТЭМ («Есть ли жизнь на Марсе?»), Конкурс одной песни («Мягкая посадка»)

| Команда           | Приветствие | Разминка | общий | СТЭМ | общий | КОП | Итого |
| ----------------- | ----------- | -------- | ----- | ---- | ----- | --- | ----- |
| Каzахи            | 4,4         | 4,8      | 9,2   | 3,4  | 12,6  | 3,8 | 16,4  |
| Дежа вю           | 4,6         | 3,8      | 8,4   | 3,4  | 11,8  | 4   | 15,8  |
| Днепропетровск    | 4,6         | 3,8      | 8,4   | 3,8  | 12,2  | 3,8 | 16    |
| 25-ая             | 4,8         | 4,4      | 9,2   | 4    | 13,2  | 3,8 | 17    |
| БАК — Соучастники | 5           | 5        | 10    | 3,8  | 13,8  | 4   | 17,8  |

Результат игры:
1. Сборная Краснодарского края
2. 25-ая
3. Каzахи
4. Сборная Днепропетровска
5. Дежа вю

- На этой игре Сборная Днепропетровска показала СТЭМ о двух украинских космонавтах, которые едут в поезде на Байконур, а «25-ая» — СТЭМ о добровольце для полёта в космос.
- В конкурсе одной песни Сборная Краснодарского края спела песню об инопланетянине с Ориона, попавшем в кубанскую станицу.

Второй четвертьфинал
- Дата игры: 16 апреля (эфир: 3 мая)
- Тема игры: Мечты о прекрасном
- Команды: Полиграф Полиграфыч (Омск), Винницкие перцы (Винница), Кефир (Нягань), Триод и Диод (Смоленск), СОК (Самара)
- Жюри: Леонид Ярмольник, Леонид Парфёнов, Константин Эрнст, Михаил Ефремов, Юлий Гусман
- Конкурсы: Приветствие («Тяга к прекрасному»), Разминка («Соавторы»), СТЭМ («Театр начинается с вешалки»), Конкурс одной песни («Прекрасное далёко»)

| Команда             | Приветствие | Разминка | общий | СТЭМ | общий | КОП | Итого |
| ------------------- | ----------- | -------- | ----- | ---- | ----- | --- | ----- |
| СОК                 | 4           | 4,4      | 8,4   | 4    | 12,4  | 3,6 | 16    |
| Винницкие перцы     | 4,2         | 4,8      | 9     | 3,8  | 12,8  | 4   | 16,8  |
| Полиграф Полиграфыч | 5           | 4,2      | 9,2   | 3,6  | 12,8  | 4   | 16,8  |
| Кефир               | 5           | 4,2      | 9,2   | 3,6  | 12,8  | 4   | 16,8  |
| Триод и Диод        | 5           | 5        | 10    | 3,8  | 13,8  | 3,6 | 17,4  |

Результат игры:
1. Триод и Диод
2. Полиграф Полиграфыч; Кефир; Винницкие перцы
3. СОК

- Благодаря проходу команд «Днепр» и «Винницкие перцы» в полуфинале сыграли две украинские команды впервые с 1994 года.

### Полуфиналы
Первый полуфинал
- Дата игры: 29 сентября
- Тема игры: Экстремальные мечты
- Команды: Кефир (Нягань), Триод и Диод (Смоленск), 25-ая (Воронеж), Сборная Днепропетровска (Днепропетровск)
- Жюри: Леонид Ярмольник, Михаил Ефремов, Константин Эрнст, Игорь Верник, Юлий Гусман
- Конкурсы: Фристайл («Риск — благородное дело»), (Фото)Разминка («Фотоохота»), СТЭМ («Трое смелых»), Музыкальное домашнее задание (с клипом) («Экстремальные мечты»)

| Команда        | Фристайл | Разминка | общий | СТЭМ | общий | МДЗ | Итого |
| -------------- | -------- | -------- | ----- | ---- | ----- | --- | ----- |
| 25-ая          | 5        | 5,8      | 10,8  | 3,6  | 14,4  | 5,8 | 20,2  |
| Днепропетровск | 5        | 5        | 10    | 3,8  | 13,8  | 5   | 18,8  |
| Кефир          | 5        | 5,2      | 10,2  | 3,6  | 13,8  | 4,8 | 18,6  |
| Триод и Диод   | 5        | 4,8      | 9,8   | 4    | 13,8  | 6   | 19,8  |

Результат игры:
1. 25-ая
2. Триод и Диод
3. Сборная Днепропетровска
4. Кефир

- На этой игре в приветствии за команду «Триод и Диод» вышли Анна Семенович и Сергей Лазарев.
- В конкурсе СТЭМ команда Днепропетровска показала номер о любовниках в шкафу, а команда Смоленска — о визите Путина в смоленскую больницу.
- В музыкальном домашнем задании смоляне показали клип о свадьбе, снятый профессиональным режиссёром (со спецэффектами).
- В клипе Сборной Днепропетровска снялась Сати Казанова.
- На этой игре (а также во втором полуфинале и в финале) команды играли новую версию разминки — фоторазминку, в которой нужно придумать смешные комментарии к фотографиям.

Второй полуфинал
- Дата игры: 16 октября
- Тема игры: Мечты о земном
- Команды: Сборная Краснодарского края (Армавир — Брюховецкая), Полиграф Полиграфыч (Омск), Винницкие перцы (Винница), Каzахи (Астана)
- Жюри: Сергей Шакуров, Леонид Ярмольник, Константин Эрнст, Игорь Верник, Юлий Гусман
- Конкурсы: Фристайл («С небес на землю»), (Фото)Разминка («Фотоохота»), СТЭМ («Соседи»), Музыкальное домашнее задание (с клипом) («Мечты о земном»)

| Команда             | Фристайл | Разминка | общий | СТЭМ | общий | МДЗ | Итого |
| ------------------- | -------- | -------- | ----- | ---- | ----- | --- | ----- |
| Полиграф Полиграфыч | 3,8      | 4,4      | 8,2   | 3    | 11,2  | 5,2 | 16,4  |
| Каzахи              | 4,2      | 5,4      | 9,6   | 4    | 13,6  | 6   | 19,6  |
| Винницкие перцы     | 4        | 4,2      | 8,2   | 3,2  | 11,4  | 5   | 16,4  |
| БАК — Соучастники   | 5        | 4,6      | 9,6   | 4    | 13,6  | 6   | 19,6  |

Результат игры:
1. Каzахи; Сборная Краснодарского края
2. Винницкие перцы; Полиграф Полиграфыч

- На этой игре «Каzахи» показали СТЭМ о казахах, которые пытаются снять квартиру в Москве; а «Винницкие перцы» — СТЭМ про классного руководителя, психолога и трудного ребёнка.
- В своём музыкальном домашнем задании «БАК/Соучастники» показали клип о битве в кубанской станице в стиле фильма «Ночной Дозор».
- В домашнем задании команды Казахстана прозвучала шутка о том, что в Астане надо построить огромный светящийся алюминиевый шар. Тем самым, команда предсказала появление в столице Казахстана самого большого сферического здания в мире — «Нур Алем» («Сияющий мир»).

### Финал
- Дата игры: 19 декабря (эфир: 24 декабря)
- Тема игры: Мечты сбываются!
- Команды: 25-ая (Воронеж), Каzахи (Астана), Сборная Краснодарского края (Армавир — Брюховецкая), Триод и Диод (Смоленск)
- Жюри: Сергей Шакуров, Леонид Ярмольник, Сергей Гармаш, Константин Эрнст, Михаил Ефремов, Юлий Гусман
- Конкурсы: Фристайл («Я — чемпион!»), (Фото)Разминка («Мечтать не вредно»), СТЭМ («Предел мечтаний»), Конкурс одной песни («Мечты сбываются!»)

| Команда           | Фристайл | Разминка | общий | СТЭМ | общий | КОП | Итого |
| ----------------- | -------- | -------- | ----- | ---- | ----- | --- | ----- |
| 25-ая             | 4        | 3,8      | 7,8   | 3,8  | 11,6  | 3,2 | 14,8  |
| Каzахи            | 4,8      | 4,5      | 9,3   | 4    | 13,3  | 3,7 | 17    |
| БАК — Соучастники | 4,8      | 5,3      | 10,1  | 3,5  | 13,6  | 4   | 17,6  |
| Триод и Диод      | 5        | 5        | 10    | 3,7  | 13,7  | 3,2 | 16,9  |

Результат игры:
1. Сборная Краснодарского края
2. Каzахи
3. Триод и Диод
4. 25-ая

Команда КВН Сборная Краснодарского края стала чемпионом Высшей лиги сезона 2010 года.
- В приветствии «Триод и Диод» показали клип про неудачные моменты съёмок новогоднего обращения Президента.
- В приветствии Сборной Краснодарского края на сцену вышли чемпионы прошлых лет: Дмитрий Соколов («Уральские пельмени» — 2000), Виталий Коломиец (БГУ — 1999, 2001), Александр Ревва («Утомлённые солнцем» — 2003), Елена Борщёва (Сборная Пятигорска — 2004) и Арарат Кещян (РУДН — 2006).
- На этой игре «Каzахи» показали СТЭМ про тёщу, которую постоянно тянет в Казахстан.
- Сборная Краснодарского края стала четвёртой командой, выступившей первой в первой игре сезона и последней в финале, после команд ДГУ в сезоне 1987/1988, «Одесские джентльмены» в сезоне 1990 и «Утомлённые солнцем» в сезоне 2003.
- В конкурсе одной песни «Каzахи» показали номер с экранами, на которых появлялись и подпевали команде, среди прочих: Байгали Серкебаев, Виктория Дайнеко, Эдгард Запашный, Лера Кудрявцева, Алексей Морозов, Сергей Зверев, а также члены жюри Сергей Шакуров, Сергей Гармаш, Леонид Ярмольник и Юлий Гусман.

## Члены жюри
В сезоне 2010 игры Высшей лиги КВН судили 13 человек.
8 игр
- Юлий Гусман
- Константин Эрнст

6 игр
- Леонид Ярмольник

5 игр
- Игорь Верник

3 игры
- Михаил Ефремов

2 игры
- Сергей Гармаш
- Леонид Парфёнов
- Сергей Шакуров

1 игра
- Михаил Галустян
- Тина Канделаки
- Татьяна Лазарева
- Андрей Макаревич
- Валерий Сюткин

## Видео
- Первая 1/8-я финала
- Вторая 1/8-я финала
- Третья 1/8-я финала
- Первый четвертьфинал
- Второй четвертьфинал
- Первый полуфинал
- Второй полуфинал
- Финал